# Kuno Böse
Kuno Böse (* 1. März 1949 in Börgitz) ist ein deutscher Historiker und Politiker (FDP, später CDU). Er war Staatssekretär für Inneres in Berlin, Staatsrat für Inneres und Senator für Inneres, Kultur und Sport der Freien Hansestadt Bremen sowie politischer Berater des Präsidenten von Madagaskar.

## Leben

### Ausbildung und Beruf
Böse besuchte nach der Flucht seiner Familie 1960 aus der DDR in die Bundesrepublik das Gymnasium Lehrte, das Theodor-Heuss-Gymnasium in Wolfenbüttel und die Albert-Schweitzer-Schule in Nienburg/Weser, wo er 1968 sein Abitur ablegte. Nach seiner Bundeswehrzeit (Reserveoffizier der Luftwaffe) studierte er ab dem Sommersemester 1970 an der Freien Universität Berlin, an der Universität Bordeaux III und der Universität Paris XII Geschichte, Romanistik und Politologie und schloss das Studium 1976 mit der Staatsprüfung für das Amt des Studienrats ab. Nach Studien- und Forschungsaufenthalten an der École normale supérieure (rue d’Ulm) und dem Deutschen Historischen Institut in Paris wurde er 1978 Wissenschaftlicher Assistent für Geschichte an der Pädagogischen Hochschule Berlin und dem Friedrich-Meinecke-Institut der Freien Universität Berlin. 1984 promovierte er an der FU Berlin mit einer umfangreichen Arbeit über Sozial- und Institutionengeschichte Frankreichs im Ancien Régime mit dem Titel „Amt und sozialer Status. Die élus der Elektion Troyes im 16. und 17. Jahrhundert“. Nach Tätigkeiten als Referent und stellvertretender Leiter des Präsidialamtes der FU Berlin wurde er Leiter der Abteilung Aussenangelegenheiten und Vertreter des Kanzlers der Freien Universität. 1992 holte der Berliner Innensenator Dieter Heckelmann Böse als Leiter des Stabes in die Berliner Senatsverwaltung für Inneres.

### Politische Karriere in Berlin
Böse gehörte von 1970 bis Ende 1995 der FDP an, für die er bereits 1975 bei den Wahlen zum Abgeordnetenhaus von Berlin kandidierte. Im Januar 1995 wurde Böse unter Senator Heckelmann zum Staatssekretär für Sicherheit und Ordnung in der Senatsverwaltung für Inneres ernannt und blieb in dieser Funktion auch unter den Innensenatoren Jörg Schönbohm und Eckart Werthebach bis Anfang des Jahres 2000 im Amt. 1996 trat Böse in die Berliner CDU ein, für die er 1999 zu den  Abgeordnetenhauswahlen kandidierte.

### Politische Karriere in Bremen
Böse wurde im Juli des Jahres 2000 zum Staatsrat für Inneres in der Senatsverwaltung für Inneres, Kultur und Sport der Freien Hansestadt Bremen unter Senator Bernt Schulte ernannt. Nach dessen Rücktritt im Sommer 2001 wählte ihn die Bremer Bürgerschaft zum Senator für Inneres, Kultur und Sport. Im Jahr 2002 wurde Böse Vorsitzender der deutschen Innenministerkonferenz (IMK) und wurde vom Bundesrat für die Jahre 2002/2003 als Vertreter der Bundesländer in die Ministerkonferenz der Europäischen Union für Inneres und Justiz in Brüssel delegiert. In beiden Funktionen stand nach den Attentaten vom 11. September 2001 in New York und Washington die Erarbeitung und Koordinierung von Antiterror- und Sicherheitsregelungen im Vordergrund. Als Kultursenator forcierte Böse die Bewerbung Bremens zur Kulturhauptstadt Europas und legte am 23. Januar 2003 den Grundstein für die neue Zentralbibliothek der Stadtbibliothek Bremen, die nach seinen Worten ”als... ein Garant besonderer Lebensqualität und zur Identität der Stadt und ihrer Bewohner beitragen (soll)!“ Trotz seiner Wahl im Mai 2003 in die Bremer Bürgerschaft verzichtete Böse wenig später auf Mandat und Senatorenamt und kehrte nach Berlin zurück.

### Berater des Präsidenten von Madagaskar
Nachdem Böse an der Freien Universität Berlin das transdisziplinäre Cluster „Sicherheitsforschung“ aufgebaut und geleitet hatte, wurde er 2007 politischer Berater des Präsidenten von Madagaskar. Hier erarbeitete er insbesondere eine Reform des Sicherheitssektors (Militär, Gendarmerie, Polizei und Katastrophenschutz) und war für die Bereiche Dezentralisierung und Verwaltungsreform zuständig. Im Vorfeld des Staatsstreichs vom März 2009 musste Böse das Land verlassen.

### Familienstand
Böse ist seit 1972 verheiratet mit der Universitätsprofessorin Margot Böse. 1980 wurde der Sohn Timon geboren.

## Kritik
Ausgerechnet der für das Werk zentrale Klassenbegriff (la classe) von Marc Bloch wurde in einer deutschen Buch-Übersetzung durch Böse und Eberhard Bohm (Blochs Feudalgesellschaft) von 1999 systematisch mit „Stand“ oder „Schicht“ wiedergegeben. An manchen Stellen ist sogar jeder Verweis auf soziale Unterschiede getilgt. Während im Original eine Kapitelüberschrift lautet: „Les nobles comme classe de fait“ (= Der Adel als faktische Klasse), heißt es bei Böse-Bohm nur noch: „Der Adel im Wandel der Zeiten“. Damit wird der von Bloch dargestellte analytische Zugriff für einen des Französischen unkundigen Leser vorsätzlich verfälscht.